# Флинтшир
 Флинтшир  (англ. Flintshire, валл. Sir y Fflint) — унитарная административная единица Уэльса (округ) со статусом графства (англ. county).
Унитарная единица образована Актом о местном управлении от 1994 года. Основными городами области являются: Флинт, Молд, Хаварден и Холивелл.

## География
Округ расположен в северном Уэльсе и граничит с округами Денбишир на западе и Рексем на юге.
Территория Флинтшира содержит большую часть земель, входивших в состав традиционного графства Флинтшир.